# كمر كوه
كمر كوه هي قرية في مقاطعة ميانة، إيران. عدد سكان هذه القرية هو 337 في سنة 2006.